# Kazimierz Brzeziński (lekarz)
Kazimierz Brzeziński (ur. 1 maja 1942 w Słupcy, zm. 10 lipca 2015) – polski lekarz, ortopeda, senator I kadencji.

## Życiorys
Absolwent liceum ogólnokształcącego w Słupcy (1959). W 1966 ukończył studia na Wydziale Lekarskim Akademii Medycznej w Poznaniu. Specjalizował się w zakresie ortopedii i traumatologii oraz chirurgii ortopedyczno-urazowej. Pracował do 1976 w Zespole Opieki Zdrowotne w Gnieźnie, następnie w Wojewódzkim Szpitalu Zespolonym w Koninie. W 1980 wstąpił do „Solidarności”, współtworzył struktury związku w Regionie Konińskim. W stanie wojennym został internowany na okres od grudnia 1981 do września 1982. Po reaktywacji NSZZ „S” w 1989 został członkiem tymczasowego zarządu regionu oraz krajowej komisji koordynacyjnej służby zdrowia.
W latach 1989–1991 pełnił funkcję senatora I kadencji, wybranego z ramienia Komitetu Obywatelskiego w województwie konińskim. Był członkiem Obywatelskiego Klubu Parlamentarnego, z którego przeszedł do Unii Demokratycznej. Pracował w Komisji Polityki Społecznej i Zdrowia jako jej przewodniczący. W 1991 nie ubiegał się o reelekcję. Powrócił do pracy zawodowej, praktykując w zawodzie lekarza również po przejściu na emeryturę.
Pochowany w Lądzie.